# Aepyceros melampus
El impala (Aepyceros melampus) es una especie de mamífero artiodáctilo de la familia Bovidae. Es un antílope de estatura mediana. Por su apariencia similar, el impala anteriormente se situaba junto a las gacelas. A causa de nuevos conocimientos, hoy se coloca en la familia de los antílopes africanos.
Se reconocen dos subespecies: el impala común, que vive en pastizales (a veces denominado impala de Kenia), y el impala de cara negra, más grande y oscuro, que vive en entornos de matorrales algo más áridos. El impala alcanza los 70-92 centímetros (27,6-36,2 plg) en el hombro y pesa 40-76 kilogramos (88,2-167,6 lb). Posee un pelaje marrón rojizo brillante. Los delgados cuernos del macho tienen forma de lira y miden 45-92 centímetros (17,7-36,2 plg) de largo.
La palabra «impala» viene del zulú. Su nombre científico, Aepyceros melampus, deriva del griego aipos: alto, keras: cuerno, melas: negro y pus: pie, significado pies negros de cuernos altos.
El coche Chevrolet Impala toma el nombre de este animal.

## Descripción

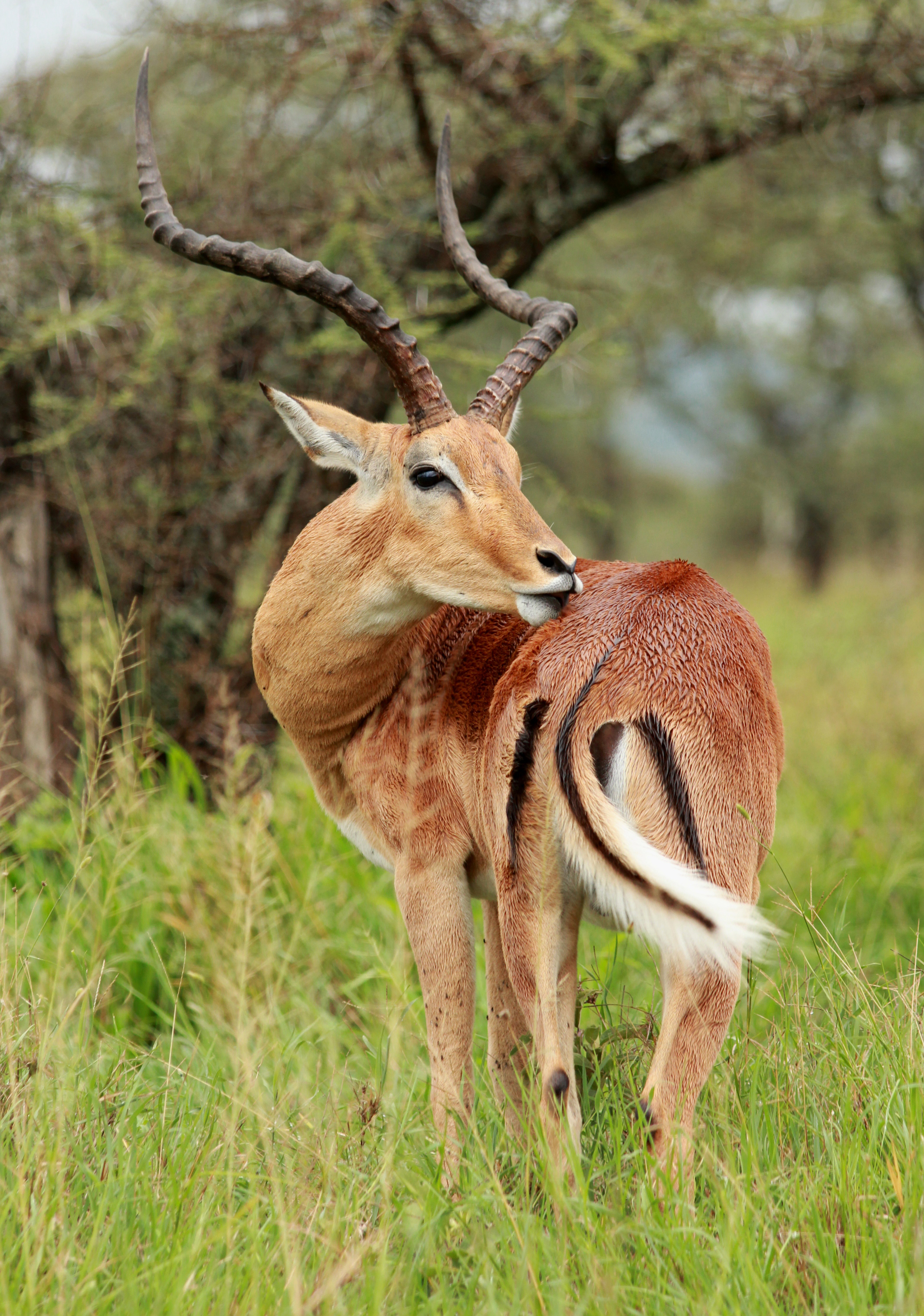
Vista cercana de un macho, con los característicos cuernos en forma de lira, cola blanca y varias marcas negras.

El impala es un antílope de tamaño mediano y cuerpo esbelto, comparable al kob, el puku y la gacela de Grant en tamaño y constitución. La longitud de la cabeza y el cuerpo es de alrededor de 130 centímetros (51,2 plg). Los machos alcanzan aproximadamente 75-92 centímetros (29,5-36,2 plg) en el hombro, mientras que las hembras miden 70-85 centímetros (27,6-33,5 plg). 
Los machos suelen pesar 53-76 kilogramos (116,8-167,6 lb) y las hembras 40-53 kilogramos (88,2-116,8 lb). Presentan dimorfismo sexual, las hembras no tienen cuernos y son más pequeñas que los machos. A los machos les crecen cuernos delgados en forma de lira de 45-92 centímetros (17,7-36,2 plg) de largo. Los cuernos, fuertemente estriados y divergentes, son circulares en sección y huecos en la base. Su estructura en forma de arco permite entrelazar los cuernos, lo que ayuda al macho a despistar a su oponente durante las peleas; los cuernos también protegen el cráneo de posibles daños.
El lustroso pelaje del impala muestra una coloración bicolor: el lomo marrón rojizo y los flancos tostados, que contrastan con el vientre blanco. Los rasgos faciales incluyen anillos blancos alrededor de los ojos y una barbilla y hocico claros. Las orejas, 17 centímetros (6,7 plg) largas, tienen la punta negra. Las rayas negras van desde las nalgas hasta la parte superior de las patas traseras. La cola blanca y tupida, 30 centímetros (11,8 plg) de largo, presenta una raya negra sólida a lo largo de la línea media. La coloración del impala tiene un gran parecido con el gerenuk, que tiene cuernos más cortos y carece de las rayas negras de los muslos del impala. El impala tiene glándulas odoríferas cubiertas por un mechón negro de pelo en las patas traseras. El ácido 2-metilbutanoico y la 2-nonanona se han identificado a partir de esta glándula. Glándulas sebáceas concentradas en la frente y dispersas en el torso de los machos dominantes  son más activas durante la época de celo, mientras que las de las hembras sólo están parcialmente desarrolladas y no sufren cambios estacionales. Las hembras tienen cuatro glándulas mamarias (pezones).
De las subespecies, el impala de cara negra es significativamente más grande y oscuro que el impala común; el melanismo es el responsable de la coloración negra. El impala de cara negra se distingue por una franja oscura a ambos lados de la nariz, que sube hasta los ojos y se hace más fina al llegar a la frente. Otras diferencias incluyen la punta negra más grande en la oreja, y una cola más tupida y casi un 30% más larga en el impala de cara negra.
El impala tiene una disposición dental especial en la mandíbula inferior delantera similar al peine dental observado en primates estrepsirrinos, que se utiliza durante el acicalado social para peinar el pelo de la cabeza y el cuello y eliminar ectoparásitos.

## Distribución
El área de distribución alcanza desde Kenia y Uganda vía Tanzania, Zambia, Mozambique y Zimbabue hasta Botsuana y en una población aislada en el sur de Angola y el norte de Namibia.

## Subespecies
Se conocen hasta seis subespecies de impala:
- Impala sudafricano (Aepyceros melampus melampus).
- Impala de Malaui (Aepyceros melampus johnstonii).
- Impala de Uganda (Aepyceros melampus katangae).
- Impala de cara negra (Aepyceros melampus petersi).
- Impala de Kenia (Aepyceros melampus rendilis).
- Impala de Tanzania (Aepyceros melampus suara).

## Modo de vida
El impala come hierbas, hojas y semillas. Vive en bosques poco densos y en la sabana salpicada de árboles. Este animal, en lugar de quedarse en campo abierto, como lo hacen la mayoría de los antílopes que pastan, corre a ponerse a cubierto ante cualquier amenaza.
En las épocas de hambruna, es frecuente ver a los impalas seguir a las tropas de papiones para alimentarse de las hojas y frutos que estos tiran. También los elefantes son seguidos, ya que al agitar los árboles para conseguir sus frutos, los paquidermos se dejan muchos sin recoger y es cuando aprovecha el impala para intervenir.
Durante la temporada de reproducción, por regla general, un macho de los impalas vigila un grupo de hembras, caminando de un lado a otro, exponiendo sus cuernos, con las orejas ajustadas y el rabo levantado.
La lucha de los machos por su harén se divide en tres series de combate.
- Primero, el desafiador muestra su parte clara de vientre, bosteza y saca su lengua con rapidez. Después, como provocación al combate niega la cabeza.
- En la segunda fase ambos rivales, colocados uno frente al otro, las cabezas erguidas se acercan y se retiran.
- Si posteriormente ninguno de los dos se da por vencido, incrustan sus cuernos, se empujan hacia delante y hacia atrás, se separan y comienzan de nuevo con la última fase hasta que uno de los dos animales se rinde.

Los combates entre impalas no suelen producirles heridas.
Las hembras viven con su cría en manadas de diez a cien animales. Es frecuente en la época de partos, ver a varias crías reunidas con un número muy pequeño de hembras. Estos grupos se conocen como manadas de guardería. Unas pocas hembras vigilan a las crías mientras que las demás pastan.
Aparte de estos grupos también se forman manadas de machos jóvenes y mayores, que son demasiado débiles para defender un territorio.
Los machos de mediana edad son solitarios territoriales y exigen cada una de las hembras que pase por su territorio para sí.
El impala es el animal que menos duerme en el Reino Animal,[cita requerida] apenas 3 horas es su descanso y suele tener una especie de alarma, la cual le determina por ejemplo a qué hora debe levantarse.

### Señales de alarma

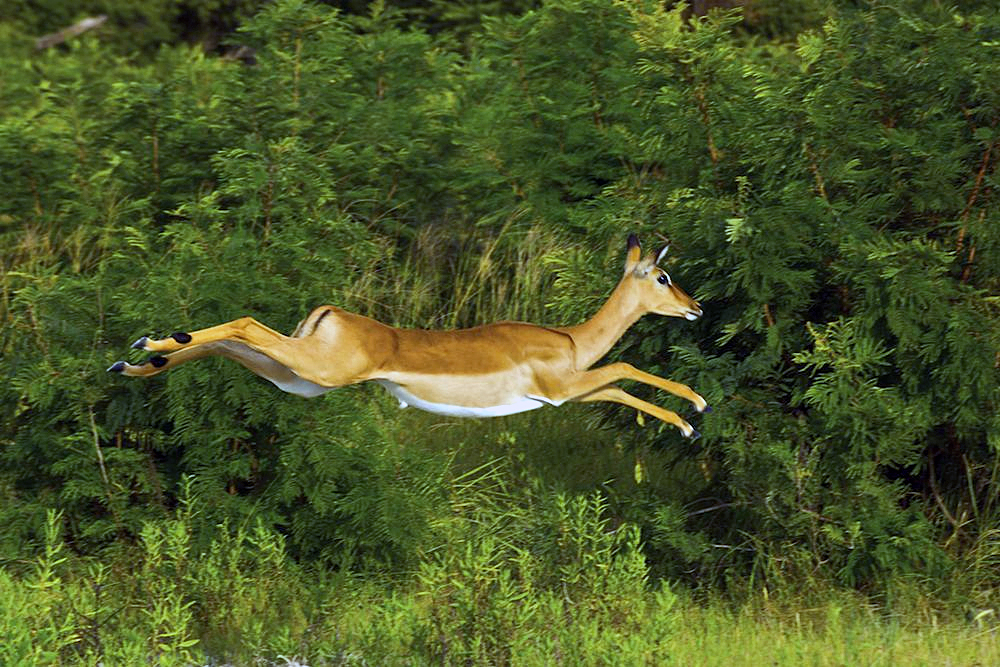
Impala en pleno salto, delta del Okavango, Botsuana.

Para alertar a sus demás congéneres de la presencia de un depredador o de cualquier otro peligro, los impalas emplean una serie de señales visuales, acústicas y olfativas. Las señales visuales son las más conocidas de estos animales. La parte inferior de su cola es de un color blanco inmaculado. Cuando están alertas, alzan la cola mientras van dando una serie de saltos. El color blanco de esta se puede divisar a varios metros de distancia, alertando a los demás animales de los alrededores. Las señales acústicas comprenden una serie de resoplidos, que recuerdan al disparo de un rifle. Cuando el depredador ha sido identificado, estos resoplidos resuenan por toda la sabana.
Por último, tenemos las señales olfativas. Estas son las menos conocidas. Las glándulas que los impalas portan en las patas, sueltan unas feromonas que indican la presencia de un depredador. Es probable que sea esta la razón por la cual los impalas saltan dando "coces" al aire, como si estuviesen en una mecedora flotante. Al saltar de esta manera, consiguen que el olor se vaya expandiendo por las zonas de alrededor alertando a la manada y al resto de animales de la presencia de un depredador. Esta cualidad puede ser debida a la costumbre que este antílope tiene de vivir en zonas arboladas y de vegetación espesa, donde las señales visuales no sirven en gran medida.

### Principales depredadores
El impala es un antílope que debe estar en constante alerta, ya que es una pieza clave en el menú de cualquier depredador de gran tamaño de África. Sus principales depredadores incluyen a leopardos, guepardos, licaones, hienas, cocodrilos y pitónidos. Los leones también suelen cazar impalas frecuentemente sobre todo durante las épocas secas, cuando presas más substanciosas (ñúes y cebras) migran a otras zonas.  
Las crías no solo tienen estos depredadores, sino también babuinos, chacales, águilas, caracales y rateles. Todo esto convierte al impala en una especie fundamental de su ecosistema.

### Reciprocidad directa
Los impalas que pertenecen al mismo grupo social se asean los unos a los otros con la lengua. El coste del aseo —gasto de saliva y cierta reducción de la vigilancia antipredatoria— es relativamente bajo. Sin embargo, el beneficio que se obtiene por el hecho de ser aseado es considerable, ya que esta conducta sirve para eliminar ectoparásitos. Puesto que los animales no pueden asearse mutuamente al mismo tiempo, los receptores devuelven más adelante el favor a los emisores.

## Estado de conservación

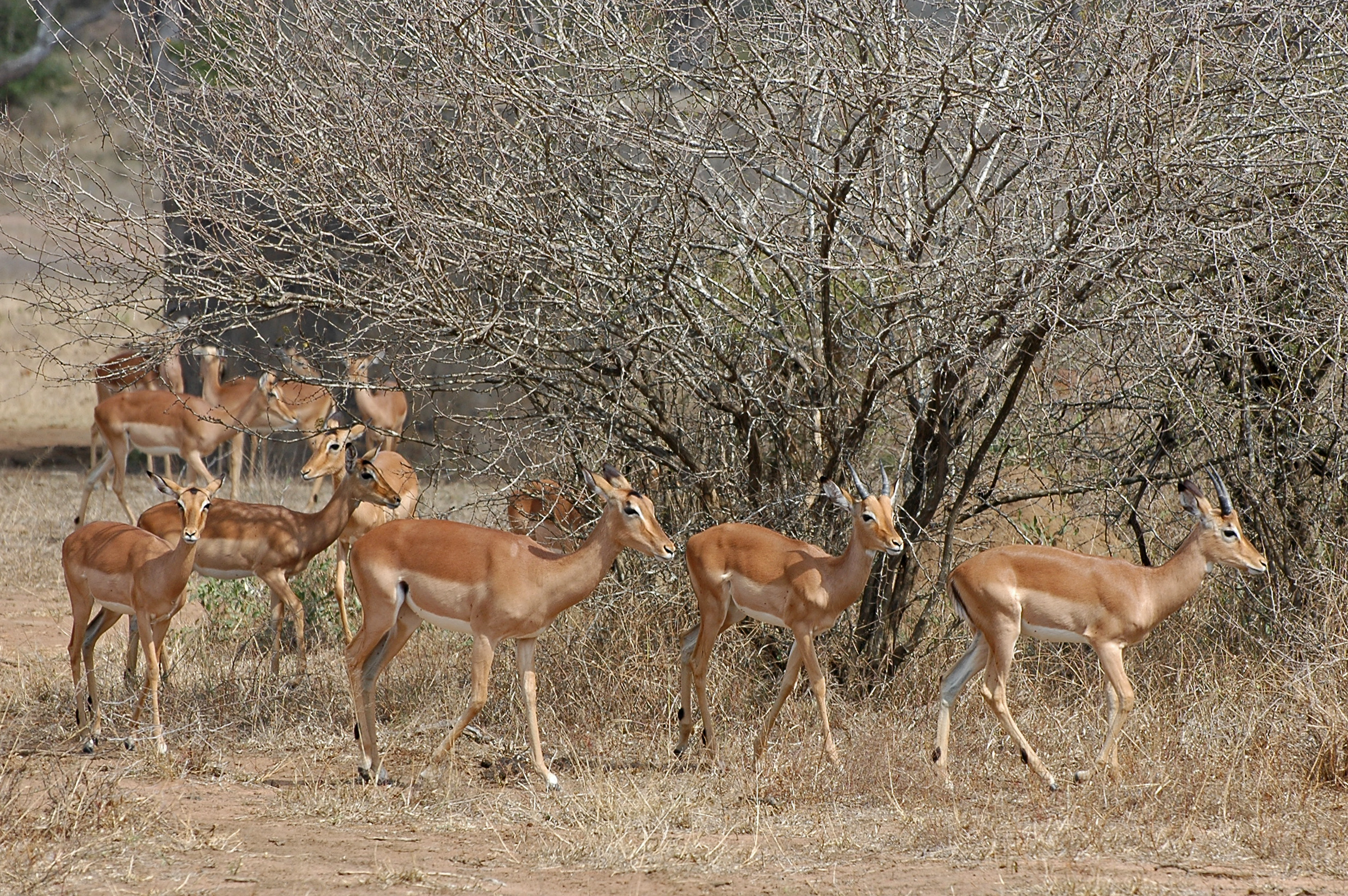
Impalas del Parque Nacional Kruger, RSA

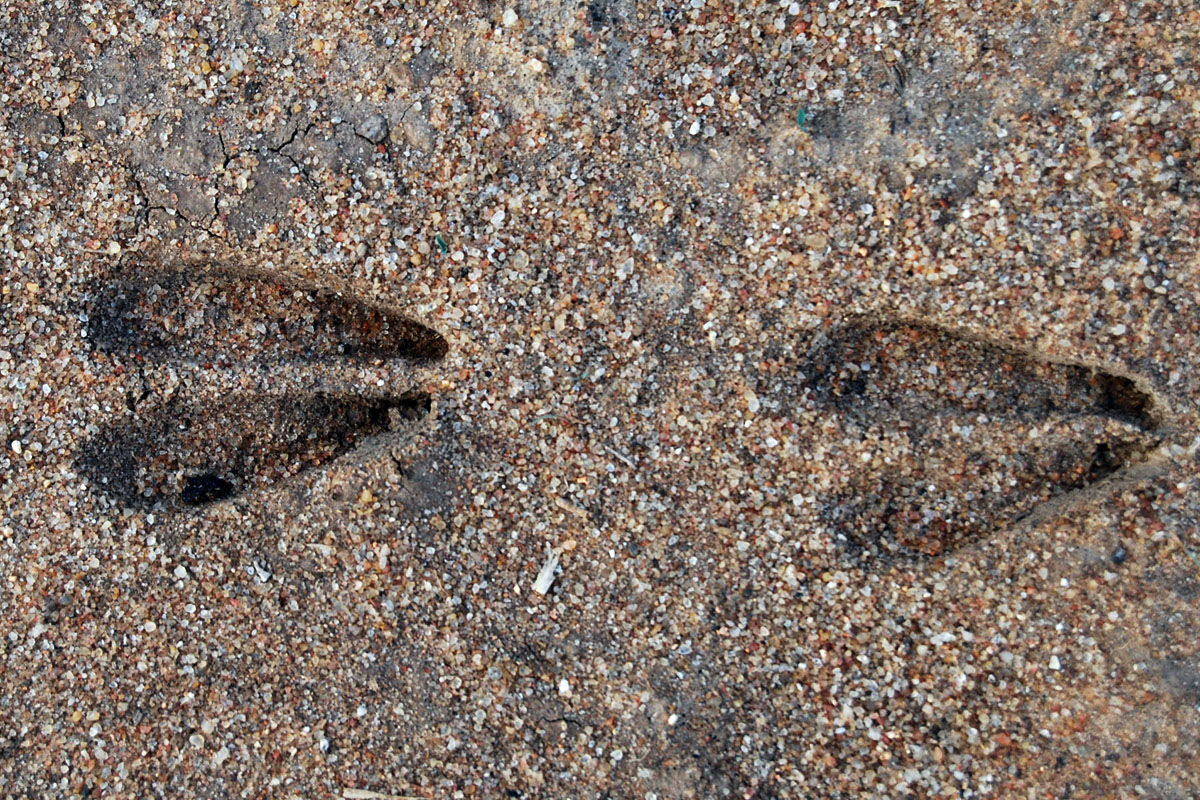
Huellas de impala

La Unión Internacional para la Conservación de la Naturaleza y de los Recursos Naturales (UICN) clasifica al impala como una especie de preocupación menor en general. El impala de cara negra (A. m. petersi), sin embargo, está clasificado como especie vulnerable; en 2008, se estimaba que había menos de 1000 ejemplares en libertad. Aunque no existen amenazas importantes para la supervivencia del impala común, la caza furtiva y las calamidades naturales han contribuido significativamente al declive del impala carinegro. En 2008, la población del impala común se estimaba en unos dos millones de ejemplares. Según algunos estudios, la translocación del impala carinegro puede ser muy beneficiosa para su conservación.
Alrededor de una cuarta parte de las poblaciones de impala común se encuentran en zonas protegidas, como el Delta del Okavango (Botswana); Masai Mara y Kajiado (Kenia); Parque Nacional Kruger (Sudáfrica); Ruaha, Parque nacional Serengueti y Reserva de caza Selous (Tanzania); Valle del Luangwa (Zambia); Hwange, Sebungwe y Valle del Zambeze (Zimbabue). El raro impala de cara negra se ha introducido en granjas privadas de Namibia y el Parque Nacional de Etosha. Las densidades de población varían mucho de un lugar a otro; desde menos de un impala por kilómetro cuadrado en el Parque Nacional de Mkomazi (Tanzania) hasta 135 por kilómetro cuadrado cerca del Lago Kariba (Zimbabue).

## Galería de imágenes

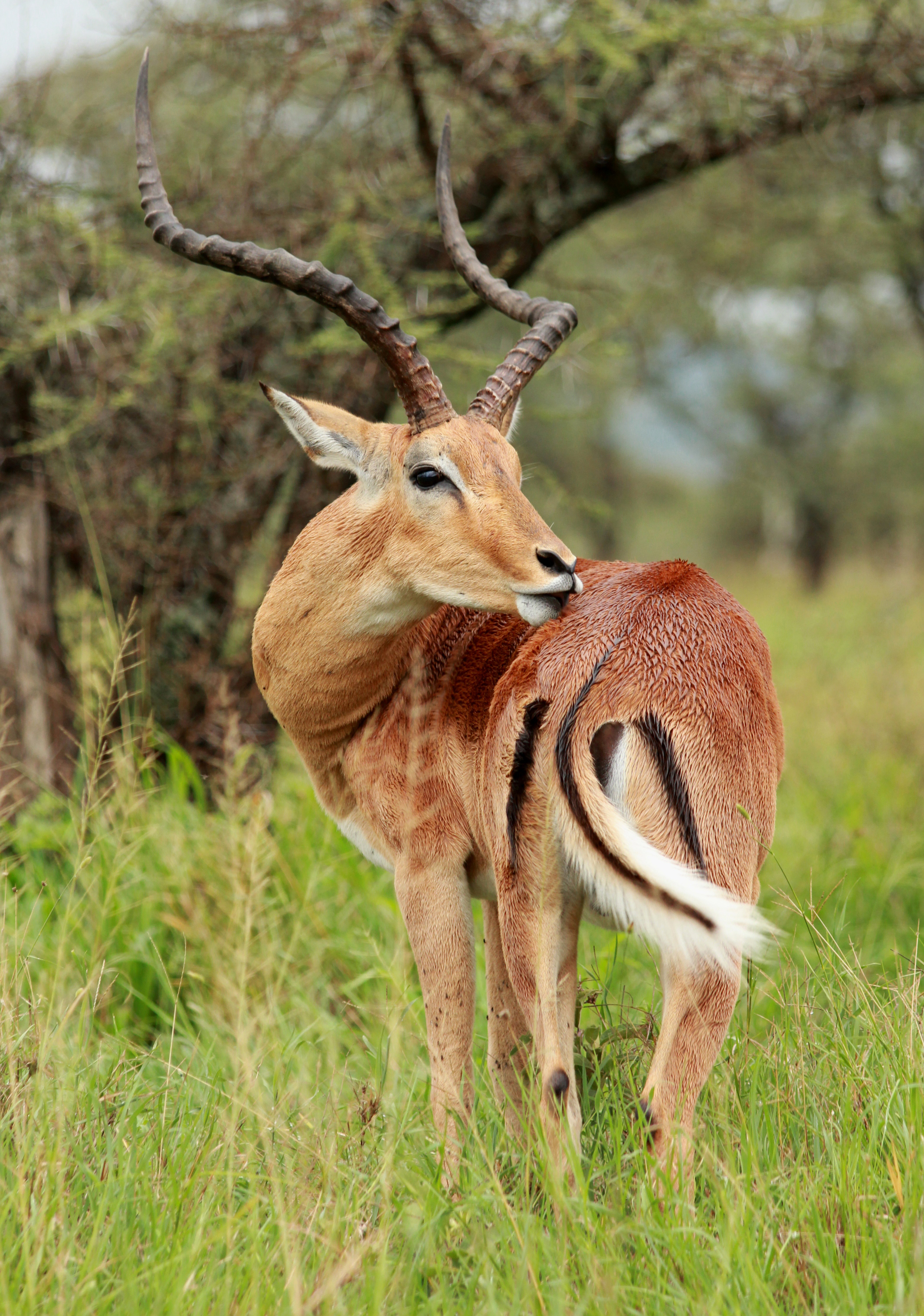
Macho de Impala.
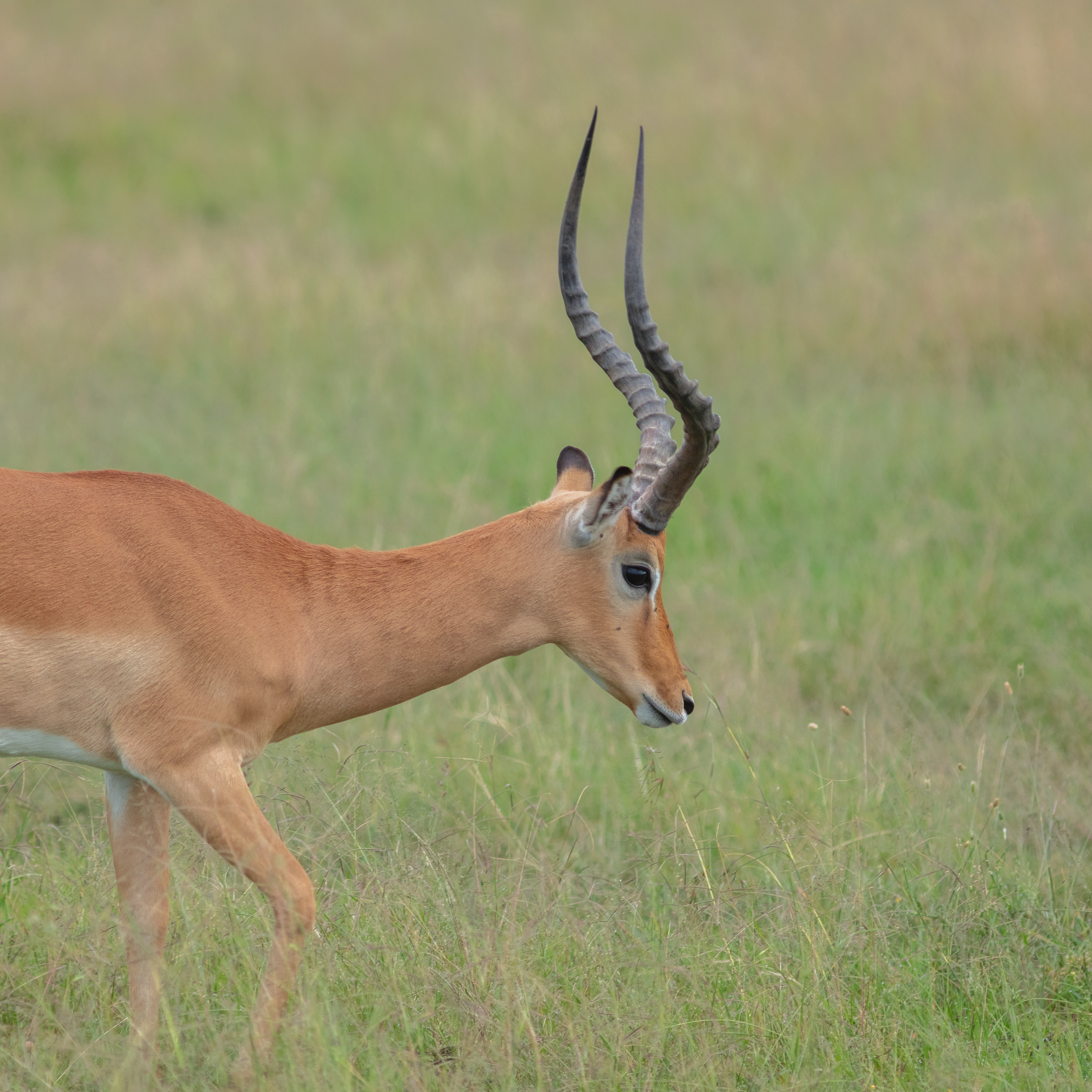
Cabeza de un impala macho.
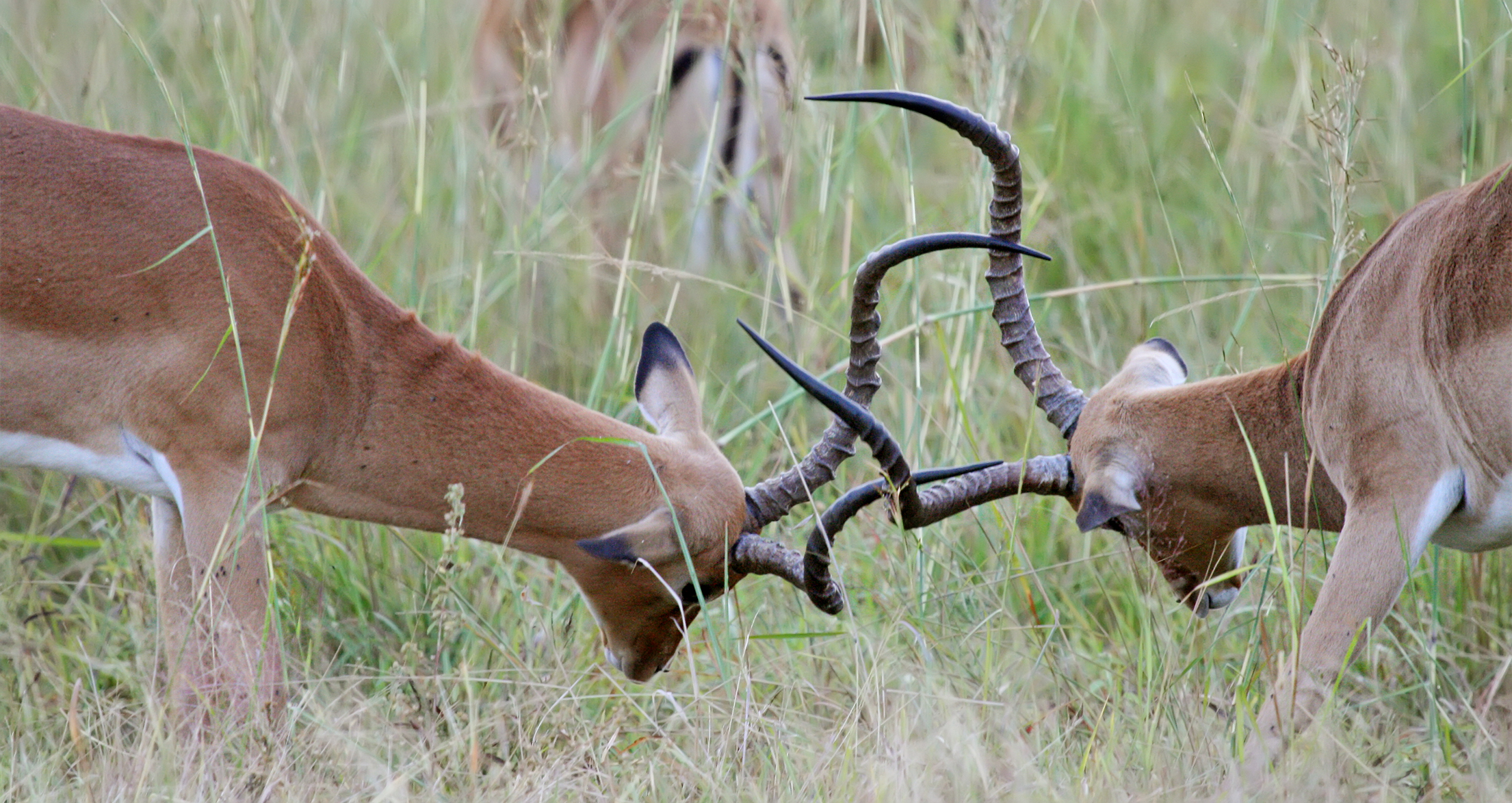
Dos machos luchando.
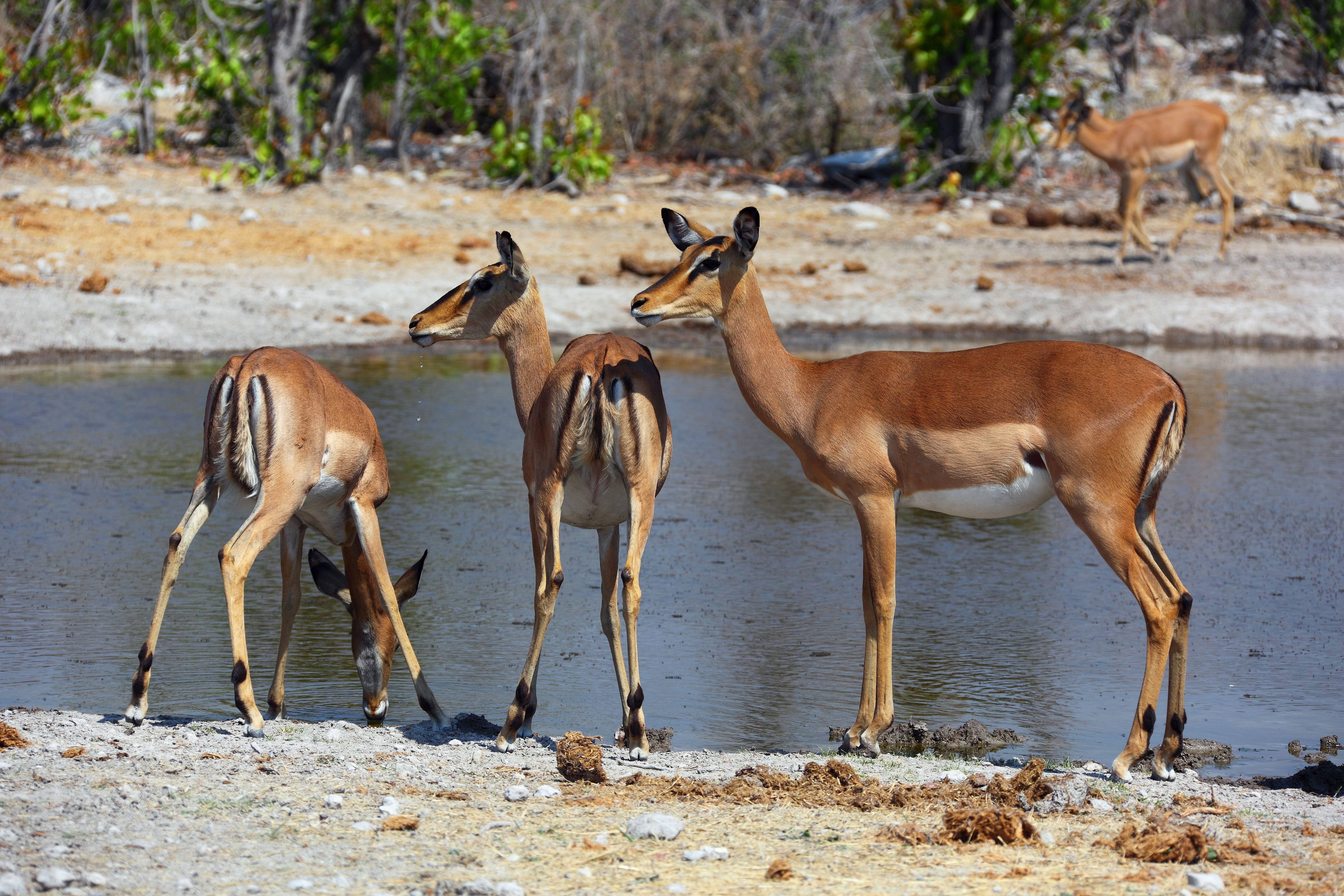
Hembras de impala de cara negra (A. m. petersi) bebiendo en una charca en el Parque nacional Etosha, Namibia.
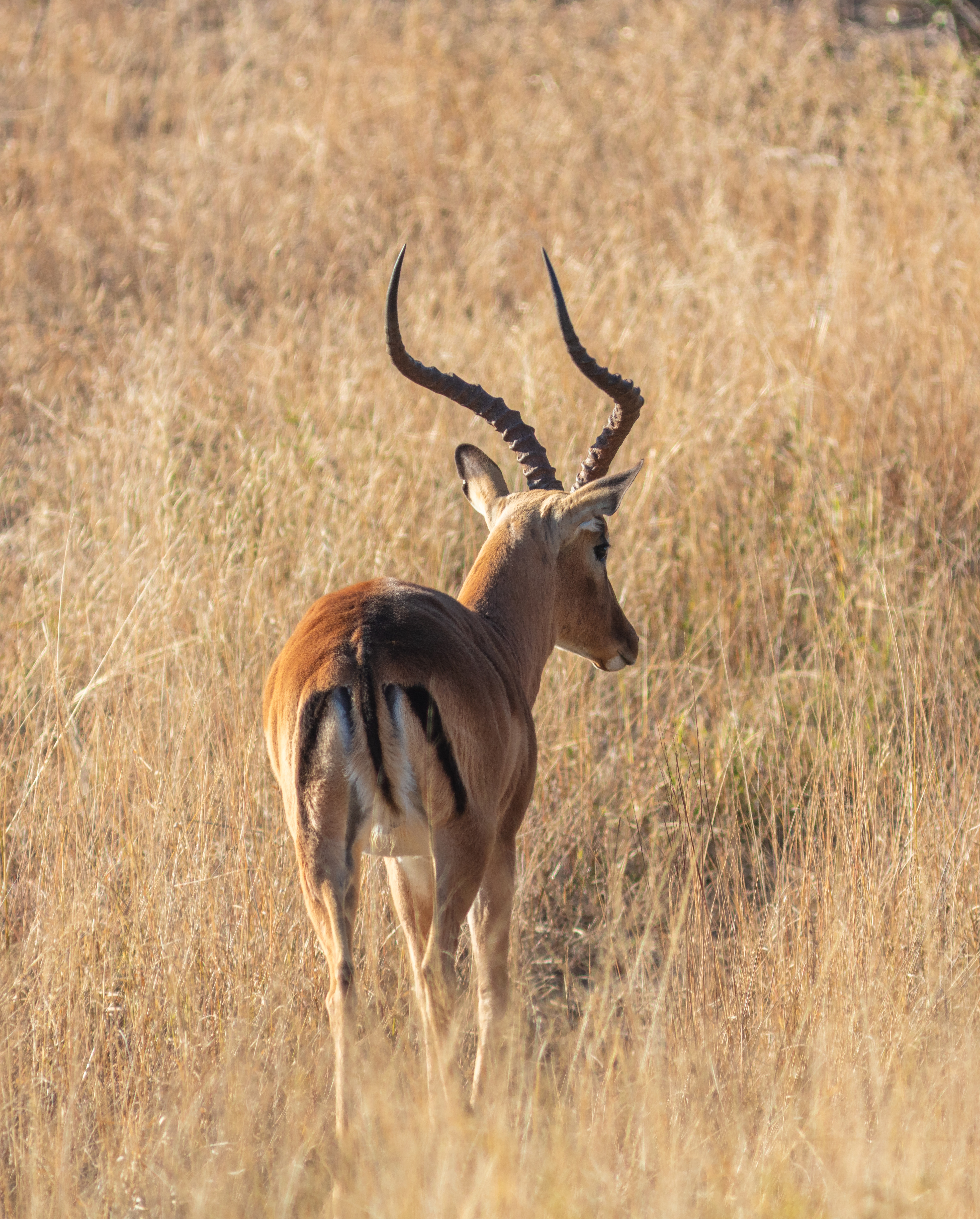
Macho en el parque nacional Kruger, Sudáfrica.
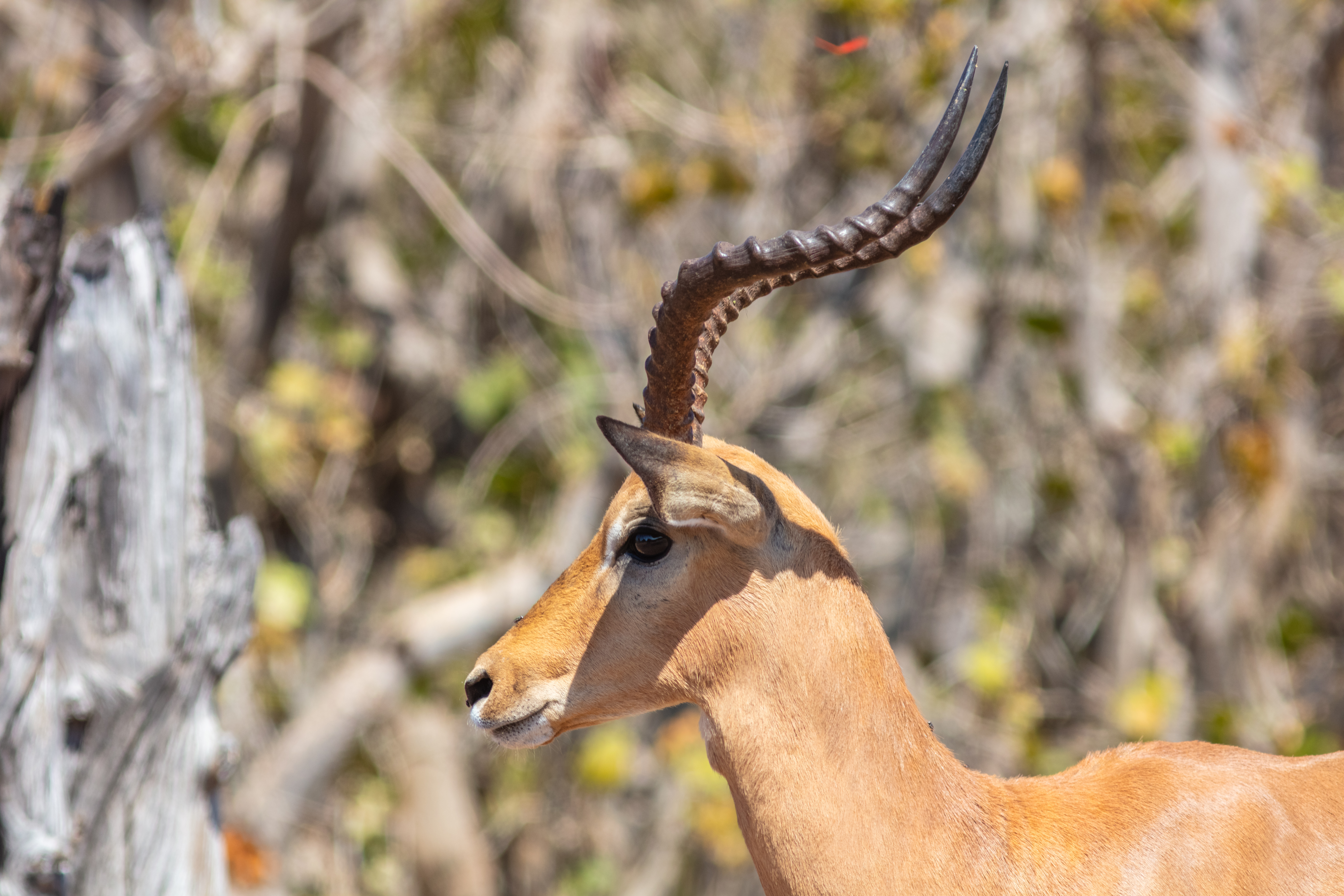
Detalle de la cabeza de un macho.
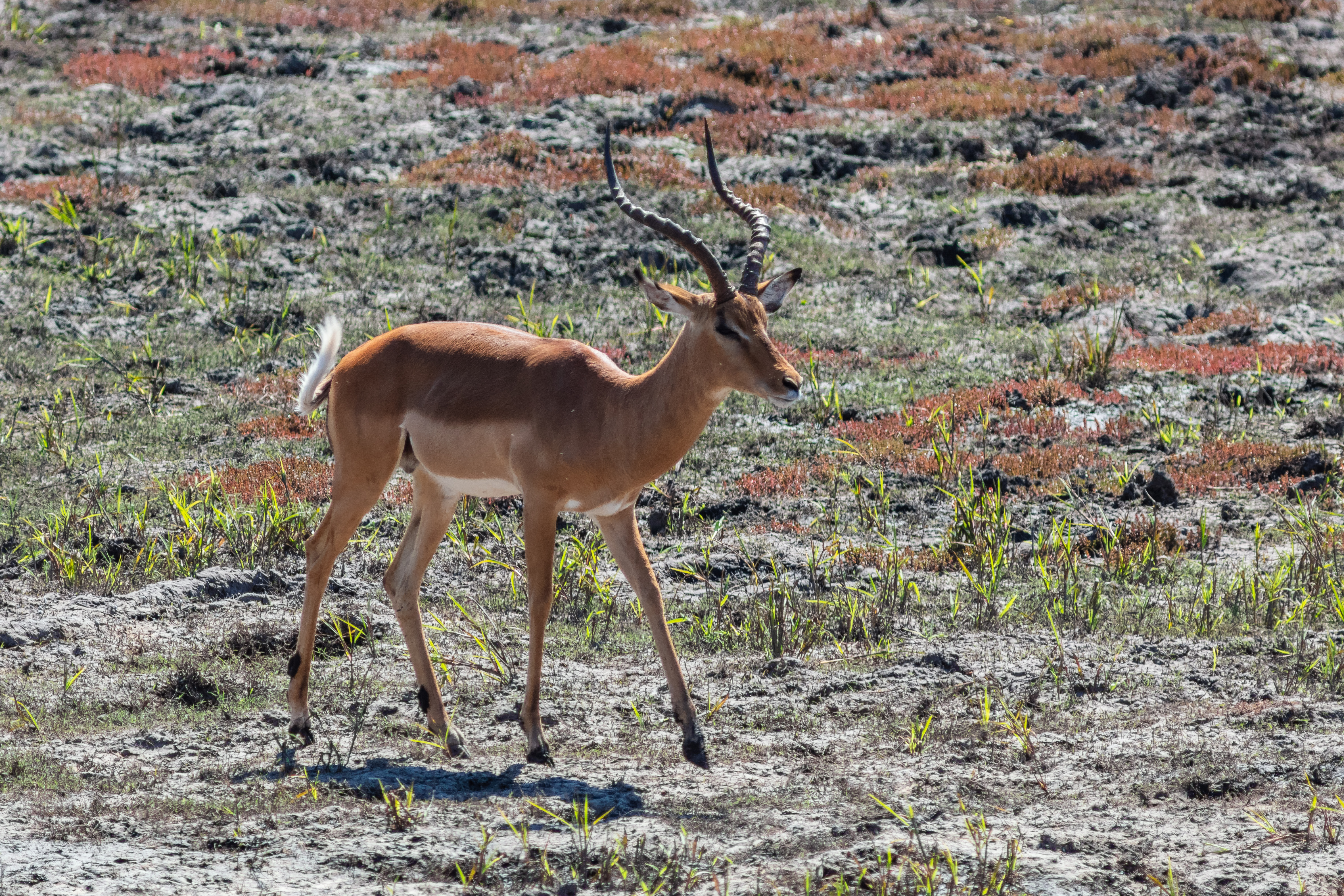
Ejemplar en el parque nacional de Chobe, Botsuana.